# سايبان (لارستان)
سايبان (بالفارسية: سايبان) (بالإنجليزية: Sayeban)‏، قرية في قسم درزوسابيان الريفي، الناحية المركزية، مقاطعة لارستان، محافظة فارس، إيران. يبلغ عدد سكانها حسب إحصاء عام 2006 ميلادية 89 نسمة في 26 عائلة.